# Gurla Mandhata
Gurla Mandhata je nejvyšší hora pohoří Nalakankar Himal v Himálaji. Nachází se v Tibetu, nedaleko severozápadního cípu Nepálu. Dosahuje výšky 7694 m n. m., což z ní dělá 34. nejvyšší horu světa. S prominencí 2788 metrů se řadí mezi ultraprominentní vrcholy. V roce 1905 se anglický lékař Tom George Longstaff pokusil vystoupit na vrchol hory. Ve výšce přibližně 7000 metrů se však se svým doprovodem rozhodl vrátit zpět (důvodem byla mimo jiné lavina). První úspěšný výstup na vrchol absolvovala v roce 1985 čínsko-japonská expedice. Později se na vrchol hory dostalo několik dalších expedic.